# Escudo de Trujillo (Perú)
El Escudo de armas de la ciudad peruana de Trujillo le fue otorgado como símbolo heráldico  el 7 de diciembre de 1537 mediante real cédula expedida por el Rey de España Carlos I. Es el símbolo institucional de la provincia ,distrito y ciudad metropolitana de Trujillo.

## Descripción
El escudo consiste de dos columnas de aguas azur, una corona del rey encima rodeada de perlas y piedras preciosas y dos bastones que abrazan las columnas; la letra K (inicial de Karolus, nombre del Rey) y en la parte posterior del Escudo un grifo (animal mitológico mitad león mitad águila) mirando hacia la derecha y abrazando a dicho escudo.
El escudo por sus aguas azules y blancas significa el dominio del mar; los bastos de cruces que sostienen la corona significan fortaleza y valor; el campo azul, justicia, alabanza, hermosura, perseverancia, lealtad y obligación de ayudar a los servidores no recompensados. El grifo, con su cuerpo de león y cabeza y alas de águila, representan la fuerza y la audacia.

En agora e de qui adelante la dicha ciudad de trujillo tenga por sus armas conocidas un escudo dentro del qual esten dos columnas sobre aguas azules y blancas y encima de ellas una corona del rey de oro cercada de perlas y piedras preciosas con dos blasones que abracen las dichas dos columnas y salgan arriba por dentro de dicha corona y en medio de las dichas columnas este una ca de oro. K. q’ es la primera letra del nombre propio de mi el Rey. En campo azul y por timbre encima del escudo un grifo que mire a la mano derecha y abrace el dicho escudo según que aquí van figuradas y pintadas las quales dhas armas valla a la dicha ciudad de trugillo por sus armas
Transcripción en castellano antiguo
Real Cédula de otorgamiento del Escudo de Armas de Trujillo

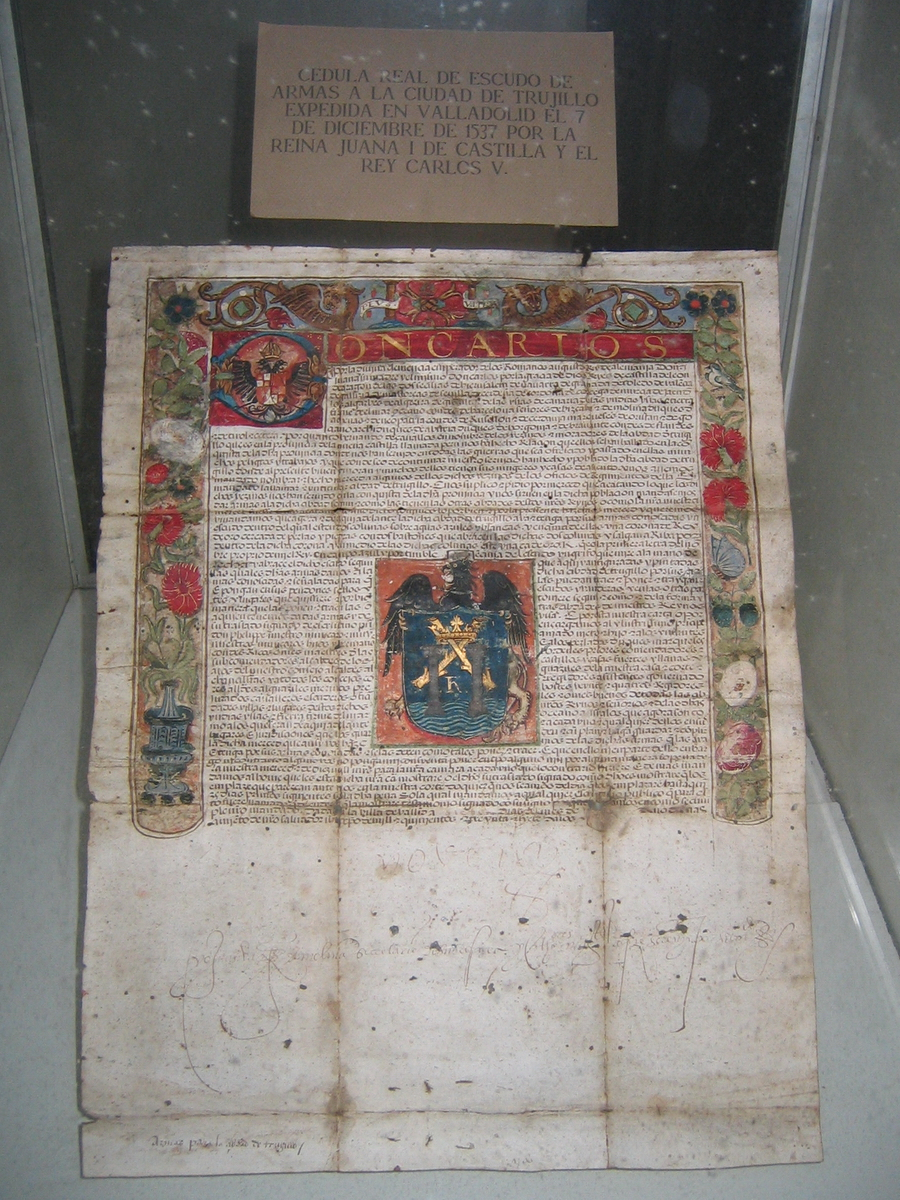
Real Cédula conservada en Trujillo (Perú).

Las dos columnas representan las Columnas de Hércules. Según la mitología romana, Hércules había puesto dos pilares en el Estrecho de Gibraltar, y se creía que eran el límite del mundo, la última frontera para los navegantes del Mediterráneo. Era el Non Terrae Plus Ultra (No existe tierra más allá). Plus Ultra (Más allá), desde 1515, ha sido el lema nacional de España, el lema viene escrito alrededor de las dos Columnas de Hércules.
Los dos bastones representan la Cruz de Borgoña o "Aspa de Borgoña" que es una representación de la Cruz de San Andrés en la que los troncos que forman la cruz aparecen con sus nudos en los lugares donde se cortaron las ramas. Este emblema ha sido incluido en los escudos de armas y en las banderas de España, tanto de tierra como de mar, desde 1506, época de su introducción con la Guardia Borgoñona de Felipe el Hermoso, hasta nuestros días, donde todavía es un elemento importante en el Escudo de Armas del Rey de España, y en su estandarte, así como en los estandartes, banderas, banderines, guiones, pendones y confalones de las Fuerzas Armadas de España. La cruz de San Andrés es representación de humildad y sufrimiento y en heráldica simboliza al caudillo invicto en combate. Una variante de la cruz de San Andrés es la Cruz de Borgoña, de manera que, hoy en día muchas banderas americanas recuerdan en su diseño la Cruz de Borgoña y su pasado español.

## El escudo en lasTradiciones Peruanas
El tradicionalista Ricardo Palma al ocuparse del escudo de Trujillo en sus Tradiciones Peruanas cuenta que, a pedido de Manuel Godoy, príncipe de la Paz y ministro de Carlos IV, nombrado “alcalde de Trujillo”, el propio rey estampó el sacramental “Yo el Rey” sobre la real cédula que añadía al escudo de armas de la ciudad tres roeles de oro, en sautor, sobre las columnas de plata, esto es metal sobre metal, lo que –a decir de Ricardo Palma- en la heráldica vale tanto más que ser “Primo de Dios Padre”. “…Lima, con ser Lima, no luce en su escudo de armas metal sobre metal. Honra tamaña estaba reservada para Trujillo”, termina diciendo el tradicionalista.